# Choeromorpha celebiana
Choeromorpha celebiana là một loài bọ cánh cứng trong họ Cerambycidae.